# 盾座苣苔
盾座苣苔（学名：Epithema carnosum）为苦苣苔科盾座苣苔属下的一个种。